# バラにおくる
『バラにおくる』（原題：For the Roses）は1972年11月にリリースされたカナダ人シンガー・ソングライター、ジョニ・ミッチェルの5枚目のアルバムであり、ミッチェルの商業的にも批評的にも最も成功した2枚のアルバム、『ブルー』と『コート・アンド・スパーク』の間にリリースされた。にもかかわらず、2007年にはその年にアメリカ議会図書館が選んだ25枚のレコードの一枚として全米録音資料登録簿に加えられた。ミッチェルにとっては最初にして、これまでのところ唯一の偉業である。
このアルバムはおそらくヒット曲「恋するラジオ」で最もよく知られているが、この曲はレコード会社からのラジオ向きの曲を書いてほしいと言うリクエストに対して皮肉を込めて書いたものだった。シングルはしっかりとヒットし、ビルボード・ホット100チャートで25位に達したが、これはミッチェルにとって、自身の名義で初のトップ40ヒットとなった（ソングライターとしてはミッチェルが書いた曲で複数の演奏家がヒットを出していた）。ミッチェルの当時の恋人だったジェームズ・テイラーのヘロイン中毒を題に取った威嚇的でジャズっぽいポートレイトの「コールド・ブルー・スティール」と、ベートーヴェンにインスパイアされた「月と星の審判」もまた人気があった。

## 背景
数曲はミッチェルと1970年から翌年にかけてのジェームズ・テイラーとの関係にインスパイアされている。テイラーの気難しさにもかかわらず、ミッチェルはテイラーを運命の相手として見つけたと明らかに感じていた。1971年3月、テイラーの名声が一気に高まり、これが軋轢を引き起こした。テイラーが関係を断ち切った時に、ミッチェルは精神的な打撃を受けたと伝えられている。1971年11月には1年後に結婚することになるカーリー・サイモンとくっついていた。

## 楽曲
- 「宴」では「何人かは肉汁を取り / 何人かはすじ肉を...そして何人かは何も取らない / 余裕は十分あるのに」と比喩的な食卓を表している。
- 「バラングリル」ではミッチェルは路傍のどうってことのない飲食店を探すことを「自分探し」の隠喩として使用し、旅を楽しんでいるが、目的地に到着することにじれったくなっている。
- 「レッスン・イン・サヴァイヴァル」はプライバシーの向上、孤立感、非互換性への欲求不満、自然への愛情への憧れである。
- 「レット・ザ・ウィンド・キャリー・ミー」はミッチェル自身の思春期に部分的に基づいた、より安定した従来の生活の思考を、自由への制約を最小限に抑えて生活する必要性と対比させている。
- タイトル曲は自分のポートレイトと、恋人が有名になることの欲求不満と哀しみへのクールな評価の両方であり、名声と幸運への調整を扱っている。
- サイド2は嫉妬やロマンチックな競争などの複数の感情を扱っている「シー・ユー・サムタイム」で幕を開ける。

- 「エレクトリシティ」は静かな田舎暮らしのシンプルさと静けさを、現代社会に生きる人々が自分自身を無意識のうちに機械になぞらえる生き方に対抗させており、ミッチェルが当時経験していた特定の三角関係に動機づけられていると考えられている。
- 「ウーマン・オブ・ハート・アンド・マインド」は欠点のある恋人と感情的に関わることの複雑さのポートレイトとなっている。

## 評論家の反応
| 専門評論家によるレビュー      | 専門評論家によるレビュー |
| Retrospective reviews         | Retrospective reviews    |
| レビュー・スコア              | レビュー・スコア         |
| 出典                          | 評価                     |
| ----------------------------- | ------------------------ |
| オールミュージック            | [ 3 ]                    |
| Christgau's Record Guide      | A                        |
| Encyclopedia of Popular Music | [ 5 ]                    |
| The Great Rock Discography    | 7/10                     |
| Music Story                   | [ 5 ]                    |
| MusicHound Rock               | [ 6 ]                    |
| ピッチフォーク                | 9.1/10                   |
| The Rolling Stone Album Guide | [ 5 ]                    |

『バラにおくる」は評論家たちに絶賛された。ニューヨーク・タイムズは1977年に「『バラにおくる』のミッチェルの曲のそれぞれは彼女の言葉のエレガントな扱い方、アイロニーの鋭い水しぶき、イメージの完璧な形状によって宝石の煌めきとなっている。ミッチェルがありきたりな考えや感情を口にすることはない。彼女は天才的なソングライターでありつつシンガーであり、私たちが孤独ではないと感じさせる」と述べている。スティーブン・デイビスは、「ローリング・ストーン」誌の記事で、1曲の中で様々な感情の視点を探求するシンガーの能力を賞賛している：「彼女の素晴らしい魅力とウィット、激しいヴォーカルの演技とフレージングの能力（一つの言葉の扱い方で曲全体の雰囲気を変えることができる）、そして彼女の存在感の強さと度胸の高さが、すべてを引き出して輝かせる。」 アルカディア・トリビューン紙のランドール・デイヴィスはこのアルバムを分析するのは難しいとしながらも、最終的には「とても良いアルバムで、いつもジョニと一緒にいるようで聴くのが楽しく、軽快なロックとフォーキーなリズムを背景に、繊細で意味のある歌詞に満ちている」としている。ミシガン・デイリー紙でマイク・ハーパーはこのアルバムを今年のフォーク・ロック・アルバムと呼び、「このアルバムは『レディーズ・オブ・ザ・キャニオン』のような無邪気さを欠いているが、女性らしい心と知恵で得られるものは紛れもなく大きい：誠実でありながらもさらにリアルで、『バラにおくる』は最高の意味で感情的に充実している」と述べている。
『バラにおくる』はロバート・クリストガウのNewsDay紙のための年末リストで1972年で7番目にすぐれたアルバムとされている。彼はCREEM誌のレビューの中で曲は『ブルー』の「オール・アイ・ウォント」のような活気に欠け、歌詞の無秩序さが声を弱めていると述べたが、最終的にこのアルバムを「注目すべき作品」であり、この年の最も美学的に大胆なレコードだと評価している。「ミッチェルは、彼女の声の奇妙なシフトを、ほとんど「クラシック」のように聞こえる音楽に統合した」とクリストガウは書いており、「それがうまくいくチャンスを与えると、催眠術的になる」と呼んでいる。このアルバムはコリン・ラーキンの『オールタイム・トップ1000アルバム第3販（2000年）』で148位に選ばれた。
2007年、アメリカ議会図書館はこのアルバムを国家保存重要録音登録制度に追加した。選曲に添えられたエッセイの中でCary O'Dellはこのレコードを「ミッチェルが最初にジャズの世界に踏み込んだ作品であり、その後数年間、彼女の芸術を支配するようになったジャンルである」と書いている。

## Track listing
| 全作詞・作曲: ジョニ・ミッチェル。 |                                                                   |                    |                    |      |
| #                                  | タイトル                                                          | 作詞               | 作曲・編曲         | 時間 |
| 1.                                 | 「宴 - Banquet」                                                  | ジョニ・ミッチェル | ジョニ・ミッチェル | 3:01 |
| 2.                                 | 「コールド・ブルー・スティール - Cold Blue Steel and Sweet Fire」 | ジョニ・ミッチェル | ジョニ・ミッチェル | 4:17 |
| 3.                                 | 「バラングリル - Barangrill」                                     | ジョニ・ミッチェル | ジョニ・ミッチェル | 2:52 |
| 4.                                 | 「レッスン・イン・サヴァイヴァル - Lesson in Survival」           | ジョニ・ミッチェル | ジョニ・ミッチェル | 3:11 |
| 5.                                 | 「レット・ザ・ウィンド・キャリー・ミー - Let the Wind Carry Me」  | ジョニ・ミッチェル | ジョニ・ミッチェル | 3:56 |
| 6.                                 | 「バラにおくる - For the Roses」                                  | ジョニ・ミッチェル | ジョニ・ミッチェル | 3:48 |

| #  | タイトル                                                               | 作詞 | 作曲・編曲 | 時間 |
| -- | ---------------------------------------------------------------------- | ---- | ---------- | ---- |
| 1. | 「シー・ユー・サムタイム - See You Sometime」                          |      |            | 2:56 |
| 2. | 「エレクトリシティ - Electricity」                                     |      |            | 3:01 |
| 3. | 「恋するラジオ - You Turn Me On, I'm a Radio」                         |      |            | 2:39 |
| 4. | 「ブロンド・イン・ザ・ブリーチャーズ - Blonde in the Bleachers」       |      |            | 2:42 |
| 5. | 「ウーマン・オブ・ハート・アンド・マインド - Woman of Heart and Mind」 |      |            | 2:38 |
| 6. | 「月と星の審判 - Judgement of the Moon and Stars (Ludwig's Tune)」     |      |            | 5:19 |

## パーソネル
- ジョニ・ミッチェル – ヴォーカル、ギター、ピアノ
- トム・スコット – 木管楽器、リード式楽器
- ウィルトン・フェルダー – ベース
- ラス・カンケル – ドラムス
- ボビー・ホール – パーカッション
- ボビー・ノトコフ – ストリングス
- ジェームズ・バートン – エレキ・ギター「コールド・ブルー・スティール」
- グラハム・ナッシュ – ハーモニカ「恋するラジオ」
- スティーヴン・スティルス – ロックンロール・バンド「ブロンド・オン・ザ・ブリーチャーズ

技術
- ヘンリー・レヴィー – サウンド・エンジニア、制作ガイダンス
- アンソニー・ハドソン – アート・ディレクション、デザイン
- ジョエル・バーンスタイン – 写真